# عمر الميداني
عمر الميداني (مواليد 26 يناير 1994) هو لاعب كرة قدم سوري يلعب لصالح نادي الاتحاد السكندري المصري.

## الأهداف الدولية
يتم سرد أهداف سوريا أولاً
| رقم | تاريخ         | المكان           | الخصم   | النتيجة | الحصيلة | المنافسة                          |
| --- | ------------- | ---------------- | ------- | ------- | ------- | --------------------------------- |
| 1   | 8 سبتمبر 2015 | بنوم بن، كمبوديا | كمبوديا | 5–0     | 6–0     | تصفيات كأس العالم لكرة القدم 2018 |

## روابط خارجية
- عمر الميداني على موقع قاعدة بيانات كرة القدم.إي يو (الإنجليزية)
- عمر الميداني على موقع ناشيونال فوتبول تيمز (الإنجليزية)
- عمر الميداني على موقع Soccerway.com (الإنجليزية)